# 窦偁
窦偁（925年—982年），字日章，宋朝初年蓟州渔阳县（今天津市蓟州区）人。窦禹钧的儿子，窦仪之弟，宋太宗时参知政事。
后汉乾祐二年（949年）窦偁中进士。后周广顺初年，补单州（治所在今山东省单县）军事判官，入京开封府担任秘书郎，为官公正，直言敢谏。出任绛州（治所在今山西省新绛县）防御判官。北宋建立，宋太祖任命他为西京留守判官、天雄归德军节度判官、知宋州（治所在今河南省商丘市南）等官。他作《遂命赋》自况。晋王赵光义领开封尹，选为判官。在宴会上，窦偁直斥推官贾琰巧言令色，于是被出为彰义军节度使判官。赵光义即位为宋太宗。太平兴国五年（980年），宋太宗至大名府，召窦偁拜为比部郎中。当时议论北伐，他奏请休兵牧马一步一步地发展。太平兴国六年（981年），入京，为枢密直学士。太平兴国七年（982年）四月甲子，宋太宗以枢密直学士窦偁转任左谏议大夫，与中书舍人郭贽并参知政事，十月己卯，窦偁去世，宋太宗亲临痛哭，赠为工部尚书。